# Maria Josep de Bèlgica
Maria Josep de Bèlgica, anomenada la Reina de Maig, (Oostende, Bèlgica 1906 - Ginebra, Suïssa 2001) fou una princesa de Bèlgica i reina consort d'Itàlia durant 33 dies.

## Orígens familiars
Va néixer el 4 d'agost de 1906 a la ciutat d'Oostende sent filla del rei Albert I de Bèlgica i de la princesa Elisabet de Baviera i portà des del seu naixement el títol de princesa de Bèlgica amb el grau d'altesa reial i els títols de princesa de Saxònia-Coburg Gotha i de duquessa de Saxònia, títol inherent al dels prínceps de Bèlgica a conseqüència del seu origen saxó. Era neta per via paterna del príncep Felip de Bèlgica i de la princesa Maria de Hohenzollern-Sigmaringen i per via materna del duc Carles Teodor de Baviera i de la princesa Maria Josepa de Portugal.

## Núpcies i descendents
Es casà el 8 de gener de 1930, en un casament d'estat, amb el príncep, i després efímer rei Humbert II d'Itàlia, fill del rei Víctor Manuel III d'Itàlia i de la princesa Helena de Montenegro. La parella fou infeliç i una vegada a l'exili visqueren de manera separada. Malgrat tot, tingueren quatre fills:
- SAR la princesa Maria Pia d'Itàlia nascuda a Roma el 1934. Es casà en primeres núpcies amb el príncep Alexandre de Iugoslàvia. Després de divorciar-se es casà amb el príncep Miquel de Borbó-Parma.
- SAR el príncep Víctor Manuel d'Itàlia nat a Roma el 1937. Es casà amb la italiana Marina Doria el 1970 a Teheran.
- SAR la princesa Maria Gabriela d'Itàlia nascuda el 1940 a Roma, casada amb l'aristòcrata hongarès Robert Zellinger de Balkany.
- SAR la princesa Maria Beatriu d'Itàlia nascuda el 1943 a Roma, casada amb el mexicà Luis Rafael Reyna-Corvalán y Dillon.

## Activitat política i social

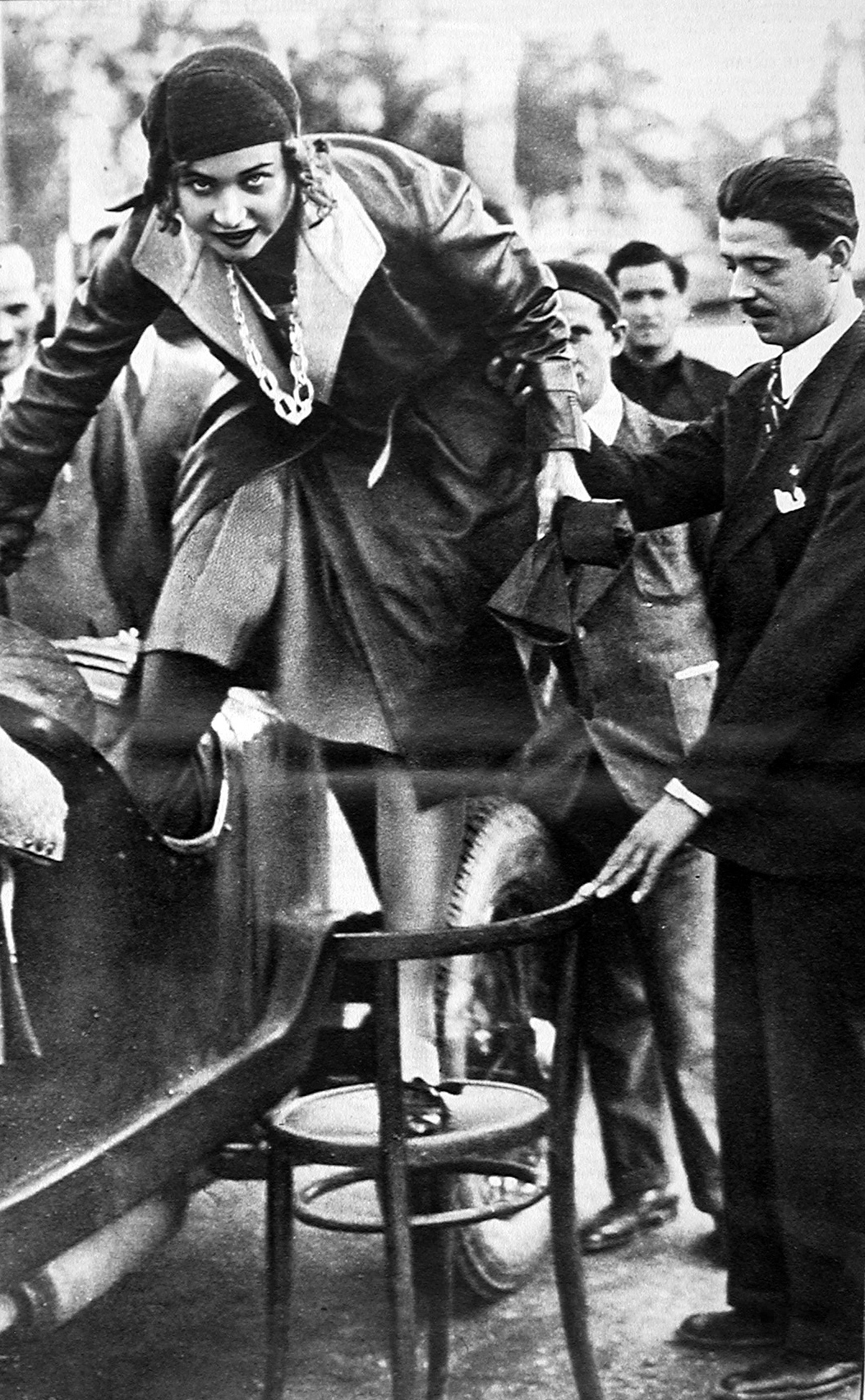
Maria Josep de Bèlgica baixant d'un cotxe Alfa Romeo a Monza l'any 1930.

Al llarg de la Segona Guerra Mundial la llavors Princesa del Piemont era un magnífic canal diplomàtic entre els països aliats i el bloc italianoalemany. Al fet de ser germana del rei del belgues Leopold III de Bèlgica que era mantingut com a ostatge de les tropes alemanyes s'hi sumava la seva magnífica relació amb la majoria de ministres del govern de Benito Mussolini.
Quan l'any 1943 la princesa Maria Josep se significà en contra del règim feixista, hagué d'instal·lar-se junt amb els seus fills a Suïssa. La desfeta de Mussolini l'any 1943 davant de les tropes americanes va fer que el desacreditat monarca Víctor Manuel III d'Itàlia cedís al seu fill Humbert el càrrec de Lloctinent General del Regne, però no renuncià a la corona fins al maig de 1946.
El referèndum sobre la continuïtat de la monarquia italiana se celebrà el 6 de juny de 1946. El resultat (república: 12.717.923, monarquia: 10.719.284, nuls: 1.498.136) permeté el derrocament de la monarquia italiana. El resultat havia estat possible gràcies als més cinc milions de vots dels comunistes italians i mentre el nord havia votat a favor de la república, el centre i el sud es mostraven més pròxims a la monarquia. El mateix juny de 1946, la família reial emprengué l'exili, traslladant-se primer al Regne d'Egipte, sota l'auspici del rei Faruq I, i després a Estoril (Portugal). Humbert i Maria Josep optaren per la separació efectiva i ell s'instal·là a Portugal i ella a Suïssa.
Maria Josep es dedicà a l'estudi del piano del qual era una gran aficionada i a l'estudi de la història de la qual arribà a ser una gran coneixedora i estudiosa de la Casa dels Savoia. Al llarg dels últims anys de vida la seva magnífica relació amb el president de la República italiana li permeteren fer esforços per tal que el seu fill i el seu net poguessin visitar Itàlia la qualcosa aconseguiren l'any 2003. Maria Josep morí a la ciutat de Ginebra el 27 de gener de 2001 a l'edat de 94 anys a conseqüència d'un càncer de pulmó, i fou enterrada a l'Abadia d'Hautecombe al costat del seu espòs.